# Fenyloalanina
Fenyloalanina, skr. Phe, F – organiczny związek chemiczny z grupy aminokwasów egzogennych. Fenyloalanina jest jednym spośród 20 aminokwasów kodowanych przez DNA, które stanowią podstawowy budulec większości naturalnie występujących białek.
Fenyloalanina posiada dwa enancjomery, z których forma L występuje naturalnie w przyrodzie i jest przyswajana przez organizmy żywe, zaś formę D można otrzymać w sposób syntetyczny. D-Fenyloalanina jest też produkowana przez bakterie Bacillus brevis w procesie metabolizmu i wchodzi w skład naturalnego antybiotyku gramicydyny S wytwarzanego przez te mikroorganizmy.
Nadmiar fenyloalaniny we krwi, szczególnie w wieku rozwojowym, wywiera szkodliwe działanie na ośrodkowy układ nerwowy i może doprowadzić do nieodwracalnych uszkodzeń. Taki stan występuje w genetycznie uwarunkowanej, wrodzonej chorobie metabolicznej – fenyloketonurii. Dlatego w wielu krajach u noworodków przeprowadza się badania przesiewowe w celu wykrycia tego zaburzenia metabolicznego. W wypadku jego stwierdzenia stosuje się odpowiednią dietę restrykcyjną mającą na celu normalizację stężenia fenyloalaniny we krwi i zapobieżenie wystąpieniu objawów chorobowych.

## Zastosowanie
Z fenyloalaniny można produkować amfetaminę. Fenyloalaninę można też traktować jako pochodną fenyloetyloaminy, aczkolwiek fenyloalanina nie jest przez organizmy żywe syntetyzowana z fenetylaminy. W syntezie laboratoryjnej również nie opłaca się otrzymywanie fenyloalaniny z fenetylaminy – stosowaną drogą jest hydroliza białek.